# L'Écho des étoiles
Albums de Maxime Le Forestier
Chienne de route
(1996) Plutôt guitare
(2002)
L'Écho des étoiles est un album studio de Maxime Le Forestier, sorti en 2000.

## Listes des chansons
| No  | Titre                        | Durée |
| --- | ---------------------------- | ----- |
| 1.  | L'Écho des étoiles           |       |
| 2.  | Petit nuage sur Amsterdam    |       |
| 3.  | J'aurai ta peau              |       |
| 4.  | Les Chevaux rebelles         |       |
| 5.  | Minimum que Minnie m'aime    |       |
| 6.  | Portrait de fille            |       |
| 7.  | Rue Darwin                   |       |
| 8.  | Affaire d'état               |       |
| 9.  | Oncle Tom                    |       |
| 10. | Horizontale                  |       |
| 11. | La Guitare à Paul            |       |
| 12. | L'Homme au bouquet de fleurs |       |

## Classement et certifications
| \| Classement (2000) \| Meilleure place \| \| ----------------- \| --------------- \| \| France (SNEP)[1] \| 28 \| |                 |
| Classement (2000)                                                                                                  | Meilleure place |
| France (SNEP) | 28              |